# Fernand Lataste

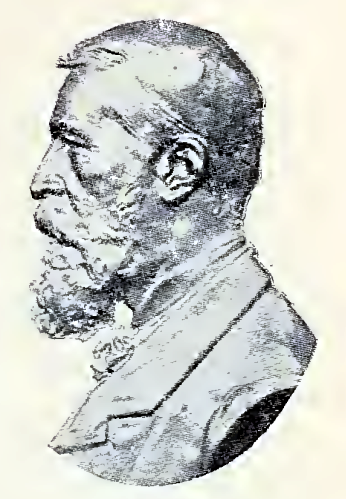
Fernand Lataste

Fernand Lataste (Cadillac (Gironda), 1847 – 1934) foi um zoólogo e herpetólogo francês. 
Nos anos de 1880 a 1884, coletou répteis e anfíbios no Norte da África (Argélia, Tunísia e Marrocos), publicando "Les missions scientifiques de Fernand Lataste en Afrique noire et au Maghreb". 
Em 1885 ele publicou "Étude de la faune des vertébrés de Barbarie", um trabalho sobre os animais no Norte da África.